# 没食子
没食子（もっしょくし、英: Gallnuts / Oak apple / Oak gall）とは、ブナ科の植物の若芽が変形し瘤になったもの。この瘤はタンニン成分を多く含み、これを抽出し染料やインクとした。この瘤ができる理由は、若芽にインクタマバチ Cynips gollae-tinctoriae (Gall wasp) が産卵し、この瘤の中で成長するからである。